# Société des amis du peuple
La Société des amis du peuple est une association républicaine fondée pendant les Trois Glorieuses, révolution qui donna naissance à la monarchie de Juillet.
Le Manifeste qui fonde la Société des amis du peuple est publié en octobre 1830. Il mentionne une première réunion de républicains, le 30 juillet 1830, décidée en réaction à la proclamation du duc d'Orléans. Les premiers jours d'août 1830, la Société tente, sans succès, d'empêcher l'accession au trône de Louis-Philippe.
L'association regroupe des avocats, marchands, médecins, étudiants mais peu d'ouvriers.

## Existence éphémère
Accusée par le ministre de l'intérieur Guizot d'être responsable du désordre, la Société des amis du peuple est dissoute le 2 octobre 1830 sur la base de l'article 291 du Code pénal sur le droit d'association, non aboli. Elle ne disparaît pas pour autant.
Elle se désagrège petit à petit ; de nouvelles associations prennent le relais, telle la Société des droits de l'homme.

## Influence
Jusqu'à juin 1832, la Société des amis du peuple prend position vis-à-vis de nombreux événements politiques. Elle est soupçonnée d'avoir guidé la participation française à la révolution belge de 1830 depuis Bruxelles, particulièrement lors de l'insurrection d’août 1830 en Belgique qui mena à la révolution belge. Charles-Victor De Bavay dans son ouvrage Histoire de la Révolution Belge de 1830 paru en 1873, prétend que « Ce sont les colporteurs de la révolution de Juillet, envoyés par la société des amis du peuple qui ont déclenché le mouvement. ».
En avril 1831, 19 républicains sont accusés de complot lors des émeutes de décembre 1830, parmi lesquels une dizaine sont membres de la Société.

## Membres notables
- Étienne Arago
- Auguste Blanqui
- Henry Bonnias
- Évariste Galois
- François-Vincent Raspail
- Godefroy Cavaignac
- Antony Thouret
- Philippe Buchez
- Ulysse Trélat